# ریوتا اوزاوا
ریوتا اوزاوا (انگلیسی: Ryota Ozawa؛ زادهٔ ۲۵ ژانویهٔ ۱۹۸۸) بازیگر اهل ژاپن است.
از فیلم‌ها یا برنامه‌های تلویزیونی که وی در آن نقش داشته‌است می‌توان به حرف (فیلم ۲۰۱۲) اشاره کرد.